# Reggie Carter
Reginald Carter, detto Reggie (New York, 10 ottobre 1957 – Huntington, 24 dicembre 1999), è stato un cestista statunitense, professionista nella NBA.

## Carriera
Venne selezionato dai New York Knicks al secondo giro del Draft NBA 1979 (27ª scelta assoluta).

## Palmarès
- NCAA AP All-America Second Team (1980)